# Аниконизм
Аниконизм (от др.-греч. αν — отрицательная частица и εἰκόνα — образ, изображение) — термин, обозначающий позицию в отношении сакрального искусства, исключающую использование фигуративных образов божества, пророков и других персонажей священной истории в качестве культовых символов, место которых должны занимать либо аниконическое изображение, либо священная пустота (аниконизм «пустого места»).

## Аниконизм в авраамических религиях
Наиболее часто термин «аниконизм» применяется к авраамическим религиям иудаизму и исламу, которые в той или иной мере признают Священное Писание Ветхого Завета. Аниконическая тенденция в авраамических религиях проистекает из Десяти заповедей:
Я Господь, Бог твой, Который вывел тебя из земли Египетской, из дома рабства; да не будет у тебя других богов пред лицем Моим.Исх. 20:2, 3
Не делай себе кумира и никакого изображения того, что на небе вверху, и что на земле внизу, и что в воде ниже земли; не поклоняйся им и не служи им, ибо Я Господь, Бог твой, Бог ревнитель, наказывающий детей за вину отцов до третьего и четвёртого рода, ненавидящих Меня, и творящий милость до тысячи родов любящим Меня и соблюдающим заповеди Мои.Исх. 20:4

### Аниконизм в иудаизме
Моисеев Закон налагает строжайший запрет на поклонение идолам, считая идолопоклонничество одним из самых тяжких грехов для евреев. Главный смысл этого запрета соответствует идее непостижимого Бога, который бесконечно возвышается над всем тварным миром. Любое изображение животных, людей или небесных тел несравнимо с образом Бога и не способно передать его совершенство, его всемогущество, его запредельность тварному Бытию. Любая попытка человека изобразить Бога фигуративными средствами никогда не приблизится к истине, так как Бог качественно превосходит весь тварный мир — всё, что создано им самим и все, что способен создать человек. Запрет на фигуративные изображения Бога выражает суть иудаизма и является одним из важнейших атрибутов религиозной идентичности иудеев.
В некоторых общинах также запрещено изображение людей, пример реализации этого запрета — «Птичья Агада», созданная в Германии в XIV веке: персонажи-евреи изображены в ней с птичьими головами.

#### История развития аниконической тенденции в иудаизме
Аниконическая традиция начинает формироваться в еврейской культуре со времен странствия иудейского народа по пустыне. Окончательный запрет на изображения утверждается в VII в до н. э. вследствие реформы царя Иосии. До этого времени в еврейском священном писании содержится множество примеров создания «идолов», поклонения им и борьбы с ними.

#### Аниконизм «пустого места»
Точное время появления самой идеи запрета на изображения неизвестно. Не поддаётся сомнению лишь тот факт, что традиционный культ иудаизма на самых ранних этапах своей истории был аниконическим. Прежде всего это выражалось в аниконизме «пустого места» в скинии. Скиния, походный храм евреев, использовалась, согласно Библии, как место принесения жертвоприношений и хранения Ковчега Завета. Моисей по божественному велению устроил скинию и всё, что в ней находилось, в том числе шитых и литых херувимов «по образу, показанному на горе» (Исх. 25:9—22). Крылья херувимов смыкались над ковчегом, образуя «Трон Бога», но пространство между ковчегом и крыльями было пусто. Священная пустота являлась символом Бога.
Со временем теология Ковчега претерпевала изменения, в результате которых понимание Ковчега сводится к простому хранилищу скрижалей закона, которые символизируют и подтверждают существование закона, но уже не являются символом божественного присутствия.

### Аниконизм в исламе
В исламе существует очень жёсткий запрет на изображения живых существ, и людям, создающим изображения, в многочисленных хадисах Пророка Мухаммеда обещано суровое наказание в День Суда. Создание изображений считается делом идолопоклонников и противоречит основе исламского учения о чистом единобожии.

## Аниконизм и иконоклазм
Многие историки считают, что иконоборческий кризис в византийской христианской церкви прошел не без влияния аниконических тенденций восточных монотеистических культов. Несмотря на это, стоит разделять эти два понятия. Движение иконоборчества в Византийской империи возникло в среде, где иконопочитание на протяжении нескольких столетий являлось частью культовой традиции. Движение имело ярко выраженный политический характер. Этот период сопровождался безжалостным уничтожением всех предметов сакрального искусства и гонением художников-иконописцев, которым приходилось уходить в отдалённые монастыри и продолжать своё дело там. Аниконический принцип иудаизма и ислама, в свою очередь, был настолько глубоко запечатлён в структуре религиозного сознания, что действовал изнутри и не нуждался в контроле внешних инстанций. Отсутствие всяческого контроля в области художественного творчества никогда не приводило к массовому созданию изображений среди мусульман и иудеев.